# Dipentodon sinicus
Espèce
Synonymes
- Dipentodon longipedicellatus C.Y.Cheng & J.S.Liu[1]

Statut de conservation UICN

 LC  : Préoccupation mineure
Dipentodon sinicus est une espèce de plantes de la famille des Dipentodontaceae.

## Publication originale
- Bulletin of Miscellaneous Information, Royal Gardens, Kew 1911(7): 311–313, f. 1–10. 1911.